# Ґрабіна (гміна Коваля)
Ґрабіна (пол. Grabina) — село в Польщі, у гміні Коваля Радомського повіту Мазовецького воєводства.
Населення — 253 особи (2011).
У 1975-1998 роках село належало до Радомського воєводства.

## Демографія
Демографічна структура станом на 31 березня 2011 року:
|          | Загалом | Допрацездатний вік | Працездатний вік | Постпрацездатний вік |
| -------- | ------- | ------------------ | ---------------- | -------------------- |
| Чоловіки | 133     | 34                 | 87               | 12                   |
| Жінки    | 120     | 26                 | 69               | 25                   |
| Разом    | 253     | 60                 | 156              | 37                   |